# Latvijas PSR čempionāts futbolā 1948
L'edizione 1948 del massimo campionato di calcio lettone fu la 4ª come campionato della Repubblica Socialista Sovietica Lettone; il titolo fu vinto dal PAK Zhmylov, giunto al suo primo titolo.

## Formato
Il campionato era formato da dodici squadre che si incontrarono in girone di andata e ritorno per un totale di 22 turni; erano assegnati due punti alla vittoria, un punto al pareggio e zero per la sconfitta.

## Classifica finale
|                        | Pos. | Squadra          | Pt | G  | V  | N | P  | GF | GS | DR  |
| ---------------------- | ---- | ---------------- | -- | -- | -- | - | -- | -- | -- | --- |
| RSS Lettone (bandiera) | 1.   | PAK Zhmylov      | 34 | 22 | 17 | 0 | 5  | 79 | 29 | +50 |
|                        | 2    | PAK Goncharov    | 30 | 22 | 13 | 4 | 5  | 62 | 32 | +30 |
|                        | 3    | PAK Tsibulis     | 30 | 22 | 12 | 6 | 4  | 42 | 24 | +18 |
|                        | 4    | AVN Riga         | 29 | 22 | 12 | 5 | 5  | 50 | 32 | +18 |
|                        | 5    | Spartak Riga     | 28 | 22 | 13 | 2 | 7  | 54 | 35 | +19 |
|                        | 6    | Daugava Liepāja  | 24 | 22 | 10 | 4 | 8  | 53 | 42 | +11 |
|                        | 7    | VEF Riga         | 22 | 22 | 9  | 4 | 9  | 41 | 38 | +3  |
|                        | 8    | Daugava Rīga     | 15 | 22 | 4  | 7 | 11 | 29 | 51 | -22 |
|                        | 9    | Dinamo Ventspils | 14 | 22 | 6  | 2 | 14 | 41 | 63 | -22 |
|                        | 10   | Dinamo Riga      | 13 | 22 | 5  | 3 | 14 | 35 | 70 | -35 |
|                        | 11   | DzSK Riga        | 13 | 22 | 5  | 3 | 14 | 24 | 67 | -43 |
|                        | 12   | Daugava Talsi    | 12 | 22 | 5  | 2 | 15 | 35 | 62 | -27 |